# Lucius Maximius Gaetulicus
Lucius Maximius Gaetulicus (vollständige Namensform Lucius Maximius Luci filius Voltinia Gaetulicus) war ein im 2. Jahrhundert n. Chr. lebender Angehöriger der römischen Armee.
Durch eine Inschrift, die in Novae gefunden wurde und die auf 184 datiert ist, ist die militärische Laufbahn von Gaetulicus bekannt. Er trat 127 in die Legio XX Valeria Victrix ein, die in der Provinz Britannia stationiert war. In dieser Legion stieg er bis zum Centurio auf, vermutlich in den 140er oder 150er Jahren.
Gaetulicus ist in Britannien durch zwei weitere Inschriften belegt. Die eine Inschrift wurde beim Kastell Aesica gefunden. Möglicherweise war er zu diesem Zeitpunkt Praepositus der dort stationierten Einheit, da er den Altar dem Iupiter Dolichenus weihte; vermutlich geschah dies im Rahmen der offiziellen Zeremonie am 3. Januar, wenn der Kommandeur im Namen seiner Einheit einen Altar weihte. Eine weitere Inschrift wurde beim Kastell Trimontium gefunden; diesen Alter weihte er dem Apollon.
Den Höhepunkt seiner Karriere erreichte Gaetulicus, als er Primus Pilus in der Legio I Italica wurde, die ihr Hauptlager in Novae in der Provinz Moesia inferior hatte. Die dort gefundene Inschrift ließ er aufgrund eines Gelübdes errichten, das er als Rekrut beim Eintritt in die Legion abgelegt hatte (quod tiro apud legionem) und das er einlöste (votum solvi), als er Primus Pilus wurde. Er diente 57 Jahre in der Armee (stipendiorum LVII).
Gaetulicus war in der Tribus Voltinia eingeschrieben und stammte aus Vienna in der Provinz Gallia Narbonensis.